# AS Pontoise-Cergy TT
AS Pontoise-Cergy TT (pełna nazwa Association Sportive Pontoise-Cergy Tennis de Table) – francuski klub tenisa stołowego powstały w 1927 r. Klub jest sponsorowany przez niemiecką firmę Donic.

## Skład
- Marcos Freitas
- Kristian Karlsson
- Tristan Flore
- Jian Jun Wang